# Notre-Dame-de-l’Assomption (La Villeneuve-Saint-Martin)

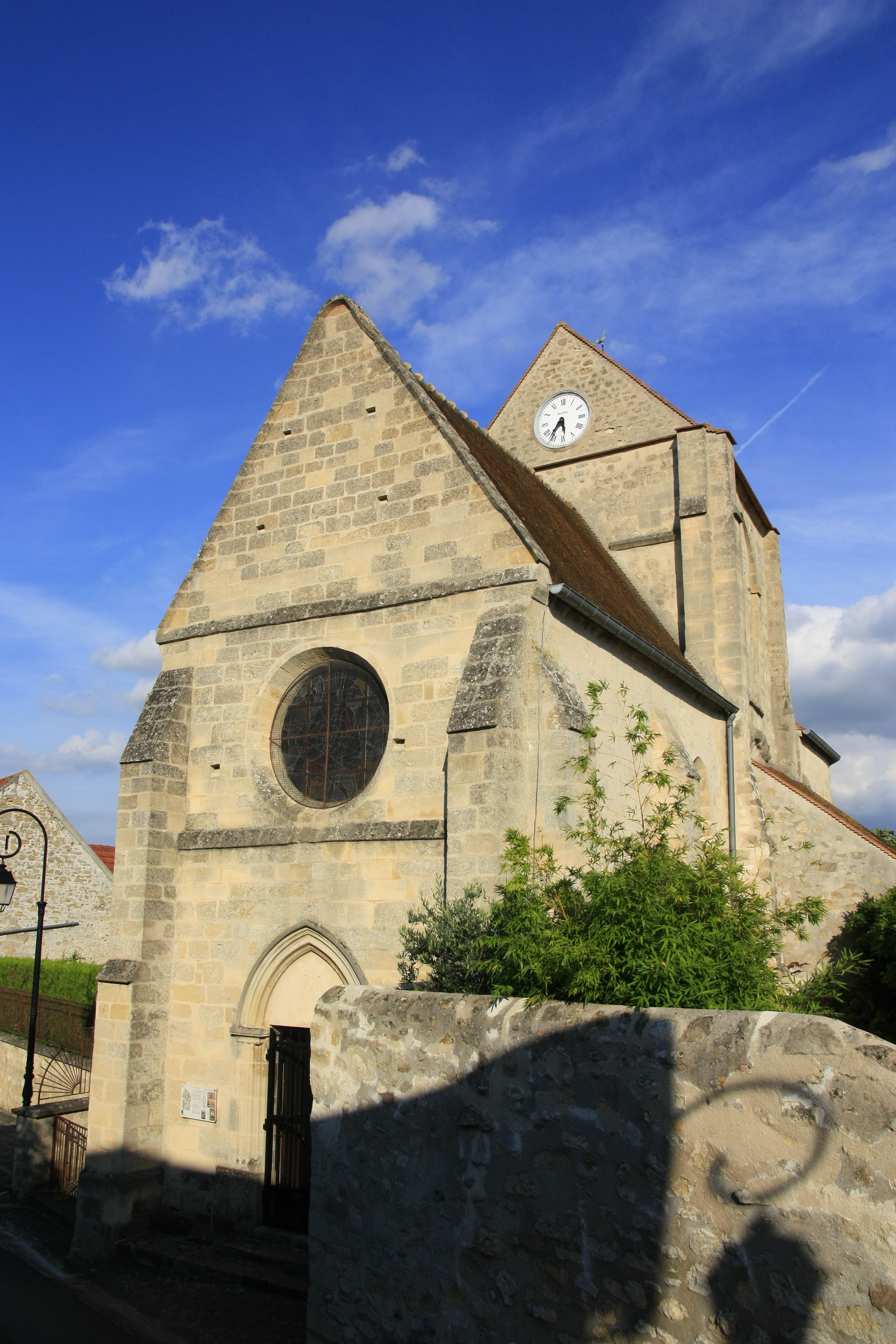
Notre-Dame-de-l’Assomption in La Villeneuve-Saint-Martin

Die Kirche Notre-Dame-de-l’Assomption in La Villeneuve-Saint-Martin, einem Ortsteil der französischen Gemeinde Ableiges im Département Val-d’Oise in der Region Île-de-France, wurde im 13. Jahrhundert errichtet. Das Bauwerk steht seit 1931 als Monument historique auf der Liste der Baudenkmäler in Frankreich.

## Geschichte
Die Kirche, die sich seit der Französischen Revolution im Besitz der politischen Gemeinde befindet, sollte wegen Baufälligkeit abgerissen werden. Die Gemeinde Ableiges, zu der der Weiler La Villeneuve-Saint-Martin gehört, ließ schließlich in den 1990er Jahren das Bauwerk restaurieren.

## Beschreibung
Das Langhaus besteht aus zwei Jochen, ein Seitenschiff ist nicht mehr erhalten. Nur noch das nördliche Joch des Querhauses ist vorhanden. Der Chor besitzt einen Fünfachtelschluss und ist mit einem Kreuzrippengewölbe gedeckt. Der Glockenturm besitzt ein Satteldach.
In der Kirche befindet sich ein hölzernes Kruzifix aus dem 16. Jahrhundert.